# 알로푸아 페토아
알로푸아 페토아(Alopua Petoa, 1990년 1월 24일 ~ )는 투발루의 축구 선수이다.